# Stalna stopa bitova
Stalna stopa bitova  (eng. constant bit rate, CBR), stopa bitova u kodiranju video i audio sadržaja. Stopa bitova određuje kakvoću i veličinu završnog proizvoda, ali ne može se kakvoća nekog video sadržaja samo pomoću stope bitova. Ako je stopa bitova veća, kakvoća slike i zvuka je bolja, odnosno veća je količina podataka u jedinici vremena. Kad je stopa bitova stalna, sadržaj u svakoj jedinici vremena ima istu prikazanu količinu podataka. To ograničava kod videa kakvoću slike u većini slučajeva kada su u pitanju složeni prizori. Taj problem rješava promjenjiva stopa bitova. U ovom formatu, stopa pri kojoj zvuk rabi svoje podatke nije promjenjiva. Tišina zauzima jednako 'prostora' kao i čujni zvuk.
Stalna stopa bitova je korisna kod prijenosa multimedijskog sadržaja mrežnim strujanjem na kanalima ograničena kapaciteta, jer ondje je bitna najveća stopa bitova, a ne prosječna, pa se rabi stalnu stopu bitova radi iskorištavanja sveg kapaciteta. 